# داگلاس او-۲
داگلاس او-۲ (به انگلیسی: Douglas O-2) یک هواپیمای ساختِ کارخانهٔ شرکت هواپیماسازی داگلاس در کشور ایالات متحده آمریکا است که در سال ۱۹۲۴ ساخته شد. نخستین استفاده‌کنندهٔ این هواپیما تفنگداران هوایی ارتش ایالات متحده آمریکا بوده‌است. 